# Vanessa Vaylord
Vanessa Vaylord est une actrice française.

## Filmographie

### Cinéma
- 1975 : Le Locataire de Roman Polanski
- 1976 : Un mari, c'est un mari de Serge Friedman
- 1977 : Marche pas sur mes lacets de Max Pécas
- 1978 : Vas-y maman de Nicole de Buron
- 1978 : Tire pas sur mon collant de Michel Lemoine
- 1981 : Belles, blondes et bronzées de Max Pécas
- 1983 : Flics de choc de Jean-Pierre Desagnat
- 1984 : The Story of the Dolls de Hubert Frank

### Télévision
- 1977 : Un juge, un flic de Denys de La Patellière, première saison (1977), épisode : Le Crocodile empaillé
- 1980 : Médecins de nuit de Peter Kassovitz, épisode : Un plat cuisiné (série télévisée)